# بيل غلازير
بيل غلازير (بالإنجليزية: Bill Glazier)‏ هو لاعب كرة قدم بريطاني، ولد في 2 أغسطس 1943 في نوتنغهام في المملكة المتحدة. شارك مع منتخب إنجلترا تحت 21 سنة لكرة القدم. أما مع النوادي، فقد لعب مع سانت لويس ستارز وكريستال بالاس وكوفنتري سيتي ونادي برينتفورد.